# Историја методологије развојне психологије
Развојна психологија је грана психологије која проучава развојне процесе човека и животиња. Постоје различите технике и инструменти прикупљања података у методологији развојне психологије. Прве методолошке технике је користио француски лекар Жан-Марк Итар приликом описивања социјално депривираног детета нађеног у шуми у Француској.

## Дивљи дечак из Аверона
Године 1800. у Француској, у провинцији Аверон, пронађен је дечак који је цео свој живот провео ван друштва. Био је прљав, без одеће и обуће, а становници села су га виђали како копа корење, пење се и трчи на све четири ноге великом брзином. Људи су говорили да је он "дивља звер" и вест се убрзо проширила и доста људи је дошло да га види. Један од владиних службеника који је дошао да га види га је одвео кући и нахранио. Дете које је имало око 12 година, није познавало цивилизовани комфор. Цепао је одећу, није јео месо, већ је преферирао сиров кромпир, корење и разне семенке. Ретко је производио звуке и деловао је равнодушно на људски глас. У свом извештају, службеник је закључио да је дечак живео сам од раног детињства, „неупознат са социјалним потребама и активностима... Када је службеников извештај дошао до Париза изазвао је велику сензацију. Новине су назвале дете „Дивљим дечаком из Авејрона“. Људи су се надали да ће изучавањем дечакових особина и способности моћи да разреше питања о природи развоја људских бића, која су била у центру филозофских и политичких расправа у Европи неколико деценија.
Многи људи су се надали да ће дечак имати племениту нарав, што би подржало њихове тврдње да се деца рађају добра да би их друштво искварило. Али, уместо племенитог детета природе, лекари који су га прегледали видели су рашчупано створење, неспособно да говори и које се често кретало унаоколо на све четири. Лекари су сматрали да је дечак ментално заостао и да су га родитељи с разлогом оставили. Препоручили су да буде затворен у санаторијум. Особа која је оспоравала дијагнозу менталне заосталости био је млади лекар, Жан-Марк Итар. Итар је тврдио да дечак изгледа заостало само зато што му године проведене у изолацији од друштва нису омогућиле да развије нормалне социјалне вештине.

#### Дечак са Жан-Марк Итаром
Итар се сам побринуо за дечака, верујући да га може научити да постане пуноправни Француз са свим цивилизованим знањима. Француска је скоро збацила монархију и прихватила политичке идеале слободе, једнакости и братства. Итар и друге присталице републике, хтели су да покажу да је могуће обликовати сам процес развоја образовањем деце сељака и побољшавањем услова у којима они живе. Као потврду своје теорије да средина условљава психолошки развој људских бића, Итар је осмислио низ тренинга како би научио Дивљег дечака да категорише објекте, расуђује и говори.
Виктор, како је Итар назвао Дивљег дечака, у почетку је брзо напредовао. Научио је да изражава једноставне потребе, да препознаје и напише неколико речи. Развио је и приврженост према људима који су се бринули о њему. Али Виктор никада није научио да говори и да нормално комуницира са другим људима и, супротно европским појмовима о „дивљацима“, никада није испољио сексуална интересовања.
После 5 година интензивног рада Итар је напустио свој експеримент. Виктор није довољно напредовао да би задовољио Итара, а и сам Итар није био сигуран колико би још дечак могао да напредује. Виктор је смештен да живи са женом којој је плаћено да брине о њему. Умро је 1828. године, и даље као Дивљи дечак из Авејрона, остављајући нерешеним велика питања о људској природи и утицају цивилизованог друштва која су подстакла интересовање великог броја људи за њега. Већина лекара и научника тог времена, на крају, закључила је да је Виктор, заиста, био ментално заостао од рођења. Али, сумње су остале до данашњих дана.

### Итаров утицај на савремену методологију
Савремена наука развојне психологије није се развила још, скоро, цео век након Итарових покушаја да унапреди Викторов развој. Али, када је настала научна дисциплина развојне психологије, њени следбеници усвојили су многе Итарове технике, као и његову радозналост у вези са узроцима развоја и његову веру у науку као средство за унапређење услова живота.
Једно завештање Итаровог рада било је да покаже да наука може да обезбеди практичне предлоге за подизање деце, засноване на систематским истраживањима о природи људског развоја. Такође, показао је да опште филозофске и политичке расправе обликују и питања која научници постављају, као и закључке које извлаче из својих података.
Итарово повезивање науке, филозофије и јавног делања значајно је у савременој развојној психологији, као што је било и у његово време. Од једне до друге породице и заједнице, одлуке које утичу на развој деце обликоване су различитим претпоставкама о људској природи, различитим вредностима које се тичу циљева развоја, као и различитим ставовима о факторима који утичу на развој. Да ли ће дете са тешкоћама у развоју бити уписано у исту школу са својим вршњацима или у посебну институцију зависиће од мишљења о условима под којим се одвија нормалан развој личности.

## Индустријска револуција
Низ закона о дечијем раду, такозвани фабрички акти, донети су у Великој Британији у 19. веку. Деци млађој од 9 година није било дозвољено да раде, они од 9 до 16 година могли су да раде 12 сати дневно према Закону о фабрикама памука. Године 1856. закон је дозвољавао рад деце старијих од 9 година, у трајању од 60 сати недељно, ноћу или дању. Године 1901. старосна граница за дозвољени дечији рад је подигнута на 12 година.
Иако још увек није постојала развојна психологија, интересовање за децу и њихов развој расло је током 19. века. Један од подстицаја јесте индустријска револуција која је довела до широких социјалних промена у Европи и Северној Америци.
Током деветнаестог века, индустријализација ових континената изменила је основне активности путем којих су људи зарађивали за живот. Индустријализација је, такође, изменила улогу деце у друштву и окружење у коме су се развијала. Већина деце више није одрастала на фармама, где су доприносила својим радом и где су о њима бринули родитељи до њихове зрелости. Уместо тога, многа деца су сада запошљавана у фабрикама, поред или уместо својих родитеља.
Индустријализација је, такође, убрзала урбанизацију. Велике радничке четврти ницале су у растућим индустријским градовима. Деца у граду, када нису радила, постајала су обавеза за своје родитеље који су имали мало простора да их сместе и мало новца да их прехране. Били су, такође, обавеза и за заједницу која их је доживљавала као неотесане напаснике. Државне школе осниване су, подједнако, због образовања и социјалне контроле – као места за надгледање дечијег развоја када их нису надгледали ни родитељи ни послодавци.
Многа деца радила су у фабрикама и рудницима, под нездравим и опасним условима. Када су ови услови постали ствар друштвене бриге, филантропска, медицинска и научна пажња усмерена је на децу. Блиска веза између друштвене бриге, културних вредности и научних истраживања очигледна је у неким од најранијих изучавања дечијег развоја. На пример, Истражни комитет фабрика у Енглеској спровео је 1833. године истраживање с циљем да утврди да ли деца могу да раде 12 сати дневно, без последица по њихов физички развој. Већина чланова комитета одлучила је да је 12 сати дневно прихватљиво радно време за децу. Они који су сматрали да је 10 радних сати боље решење, бринули су не о интелектуалном и емотивном, већ моралном развоју деце; препоручивали су да 2 сата рада у фабрици, руднику или продавници буде замењено са 2 сата верског и моралног образовања.

### Подаци Истражног комитета фабрика
Ови пионири развојне психолoгије из деветнаестог века, нису само указали на проблеме који произлазе из промена у друштву. Податке које су прикупили у својим истраживањима користили су да разјасне основна питања о људском развоју и начинима његовог изучавања. На пример, рана истраживања о развоју и радним капацитетима указивала су на срединске факторе развоја када су показала да су деца која раде у фабрикама текстила била нижа и мршавија од незапослене деце истог узраста.
Процене интелектуалног развоја које су, на крају, довеле до тестова интелигенције, показале су велике варијације у постигнућу деце које су зависиле од породичног порекла и индивидуалног искуства. Обе ове линије истраживања покренуле су научне и друштвене расправе које трају до данас.

## Дарвиново "Порекло врста"
Кључни догађај који је подстакао интересовање за научно изучавање деце било је објављивање Дарвинове књиге Порекло врста, 1859. године. Широко прихватање Дарвинове тезе, да су се људска бића развила од ранијих врста, у основи је изменило начин размишљања о деци. Уместо да их посматрају као несавршене одрасле који се виде али не чују, деца су сада постала научно интересантна јер су обезбеђивала податке о изворима психолошких карактеристика одраслих. Такође, сматрало се да пружају доказе да је људска врста повезана са другим врстама. На пример, постало је модерно упоређивати понашање деце са понашањем виших примата да би се видело да ли пролазе кроз „фазу шимпанзе“, сличну оној кроз коју се сматрало да пролазе људска бића у свом развоју. Као што је Кесен приметио, Дарвин је покренуо „навалу повлачења паралела између животиње и детета, између примитивног човека и детета, између ране људске историје и детета“.

### Већа брига о развоју деце
Крајем деветнаестог века, развојни психолози основали су организације како би унапредили свој рад. Значајни моменти били су, 1890-тих, оснивање Удружења за изучавање детета (Child-Study Association) Стенлија Хола, првог председника Америчког психолошког удружења, и објављивање првог часописа посвећеног развоју деце - Pedagogical Seminary. Током истог периода основане су бројне организације за бригу о деци, које су прикупљале новац за болнице и сиротишта и подржавале реформе друштвене праксе у корист деце. И владине организације и филантропска удружења подржавала су специјализоване часописе, као што су Нега детета и Часописи за родитеље, верујући да научна истраживања треба да допру што шире у јавност.
Данас, о питањима у вези са развојем деце расправља се у популарним медијима, што је показатељ општег прихватања идеје да су научна изучавања деце добар начин да се „свет учини бољим, развијањем бољих људи“. Прекретница у институционализацији бриге о деци је оснивање Дечијег бироа за праћење услова у којима раде деца и ширење информација о успешним начинима подизања деце, 1912. године у САД-у. Поред тога, на великим универзитетима оснивани су посебни институти и одељења посвећени изучавању развоја.

## Савремена развојна психологија
Кључна тема развојне психологије јесте разумевање развоја – низа физичких и психолошких промена које се дешавају са одрастањем људског бића, почевши од зачећа и даље током живота. Интересовање за развој почива на прастарој интуицији о саморазумевању и самооткрићу: ако можемо да откријемо наше корене и историју промена која нас је довела до садашњег тренутка, можемо боље да разумемо сами себе. Ако комбинујемо увиде у нашу прошлост са информацијама о садашњим карактеристикама и условима, у бољој смо позицији да предвидимо будућност и припремимо се за сусрет са њом, на нама својствен начин.
Дисциплина развојне психологије преводи ове индивидуалне циљеве у објективне, друштвено прихваћене процедуре за разумевање, предвиђање и обликовање процеса развоја. Она, такође, обезбеђује базу знања које се може повезати са сазнањима научника који приступају изучавању развоја из сродних дисциплина, као што су биологија, антропологија, лингвистика и социологија. Од када су психолози почели да се баве систематским изучавањем људског развоја прикупили су велику количину знања о понашању људских бића на сваком узрасном нивоу, почевши чак од пренаталног периода.
Развили су велики број разноврсних истраживачких метода за изучавање деце и знатно су се потрудили да објасне развојни процес који је у основи узрасних промена које се изучавају. Развојни психолози су, такође, активни у примени свог знања у циљу унапређења здравог развоја. Они своје знање примењују у болницама, центрима за бригу о деци, школама, клиникама и рекреативним центрима.
Они процењују развојни ниво деце и одређују мере за помоћ деци која имају тешкоће. Осмишљени су специјални средински услови, као што су боксови за прерано рођене бебе, терапеутске методе за децу која имају тешкоће у контроли импулса и ефикасније методе за учење читања. Многи развојни психолози који верују да је развој процес који траје целог живота, интересују се и за добробит средовечних и старијих људи. Најопштији циљ психолошких наука је повећати људско разумевање људске природе и њеног развоја.